# Brittjärnen
Brittjärnen är en sjö i Arvika kommun i Värmland och ingår i Göta älvs huvudavrinningsområde. Sjön är 17 meter djup, har en yta på 0,218 kvadratkilometer och är belägen 218 meter över havet. Sjön avvattnas av vattendraget Karlsforsälven (Edsälven).

## Delavrinningsområde
Brittjärnen ingår i det delavrinningsområde (659840-130355) som SMHI kallar för Inloppet i Nedre Tvängen. Medelhöjden är 242 meter över havet och ytan är 18,33 kvadratkilometer. Det finns inga avrinningsområden uppströms utan avrinningsområdet är högsta punkten. Karlsforsälven (Edsälven) som avvattnar avrinningsområdet har biflödesordning 3, vilket innebär att vattnet flödar genom totalt 3 vattendrag innan det når havet efter 270 kilometer. Avrinningsområdet består mestadels av skog (86 procent). Avrinningsområdet har 1,29 kvadratkilometer vattenytor vilket ger det en sjöprocent på 7 procent.